# Piedimonte di Caserta
Piedimonte di Casolla è una frazione e casale storico della città di Caserta, in Campania.

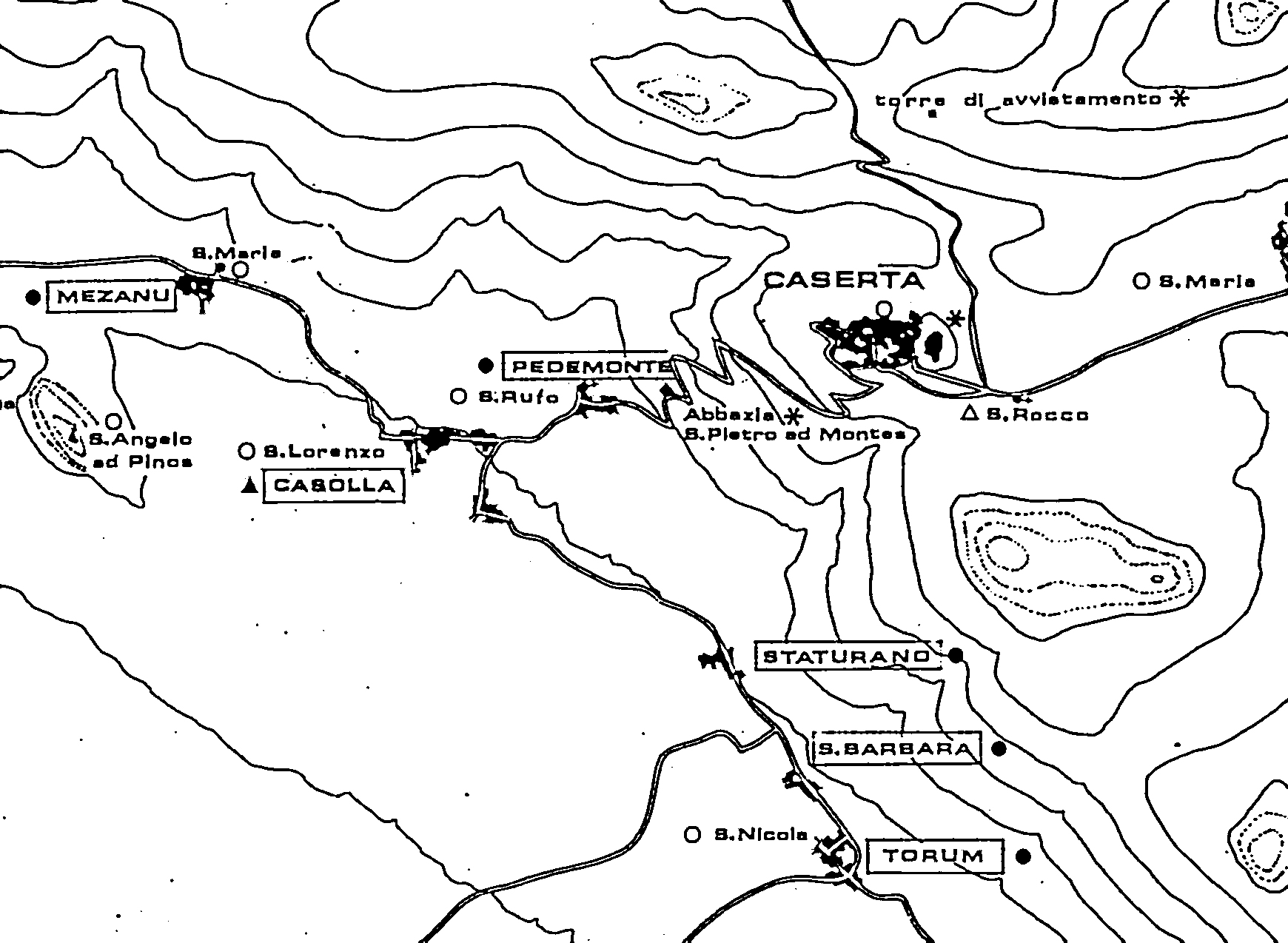
Particolare della restituzione cartografica del territorio casertano dopo la Bolla del Sennete (1113) - XI-XIV sec., in F. Pistilli, Ricerca e salvaguardia dell'identità territoriale, in Frammenti, I, n.5, Caserta, 1992, pag.19.

## Toponimo
Il toponimo Piedimonte di Casolla trae origine dalla collocazione dell'abitato "ai piedi del monte", locuzione che indica i colli del preappennino storicamente noti come "monti" (sottintendendo di Caserta vedi Casa Hirta). D'altra parte, il nome della abbazia di San Pietro (che è ubicata nel casale) reca la specifica "ad montes", cioè ai monti.

## Ubicazione
Piedimonte di Casolla si colloca in contiguità con i casali storici di Caserta : Casolla, verso sud-ovest, e Staturano, a sud-est, immediatamente al di sotto della strada comunale che sale da Mezzano di Caserta verso Casertavecchia.

## Storia
La prima citazione del toponimo è nella bolla che Senne, arcivescovo di Capua, emanò per delimitare la diocesi di Caserta, elencare le sue chiese e affidarne la cura pastorale a Rainulfo. La bolla riporta la chiesa di "S. Ruffi de Pedemonte" subito dopo la chiesa di San Lorenzo, inequivocabilmente da identificare nelle due chiese parrocchiali attuali, ancora contigue come territorio pastorale .
Il casale appare con lo stesso nome nel catasto feudale del 1655 e nel catasto onciario borbonico del 1749. Si evince che l'attributo corretto è "di Casolla" e non "di Caserta" in quanto il borgo di Casolla facente parte del centro storico periferico della città di Caserta è molto più antico della Città capoluogo.

## Urbanistica
Il casale si sviluppa in pendenza lungo le vie Parrocchia a Piedimonte di Casolla, Montanara (in riferimento alla storica famiglia che da il nome al Palazzo Cocozza di Montanara) e san Pietro. Dall'estremità della via San Pietro si stacca lo storico percorso pedonale montano che conduceva a Casertavecchia. Le piccole strade del paese "sono in relazione al tracciato delle acque di dilavamento superficiale che scendono dal rilievo montuoso" e pertanto, in alcuni casi, hanno la caratteristica di condurre nei campi agricoli. Il casale pertanto non ha piazze e gli incroci e i piccoli slarghi sono l'unica forma di variazione dimensionale delle strade che definiscono una struttura urbanistica di estrema semplicità. La tipologia edilizia più diffusa è a corte rurale, tipica degli insediamenti pedemontani di Caserta, ma registra anche qualche episodio architettonico di un certo rilievo con caratteri nobiliari più evidenti.

## Monumenti
Nel territorio del casale sono alcuni dei più importanti monumenti medievali di Caserta: in alto l'abbazia benedettina di san Pietro ad Montes, poco più in basso la chiesa parrocchiale di san Rufo martire, ai margini inferiori del casale il palazzo Orfitelli.
Altri palazzi storici sono: palazzo Alois (rinascimentale) e palazzo Cocozza di Montanara (rinascimentale con un restauro neomedievale realizzato nel secolo 1800).